# Мурашко Тарас Павлович
Тара́с Мура́шко (*12 квітня 1970; словац. Taras Muraško)  — словацький та український поет, прозаїк, публіцист і перекладач.

## Життєпис
Тарас Мурашко народився у Пряшеві в сім'ї українського дисидента, політичного в'язня Павла Мурашка, який в 1968–1980 займався передачею українського самвидаву. Закінчив Карлів університет у Празі, спеціалізація українська, хорватська та сербська мови. Був учасником престижного міжнародного фестивалю поезії Ars Poetica у Братиславі в 2010 році. Переклав поезії Юрія Андруховича, Олександра Ірванця та Богдани Матіяш на словацьку мову. Постійний дописувач журналу «Пороги», який видає організація Українська ініціатива в Чеській Республіці. Одружений. Має сина Олександра. Живе у Празі.
Прихильник скасування національної премії імені Т. Г. Шевченка. У 2006 році почав писати також словацькою мовою.

## Літературна творчість
- Колективна збірка поезій авторів-початківців «Проліски», СПВ, Відділ укр. літератури, Пряшів, 1991, ISBN 80-08-01193-9
- Збірка поезій «Поезії та інтерпретації», Власним накладом, 1992
- Поезії «Самотність» й інші (Антологія української поезії світу «Золотий гомін» (Гол. спец. редакція літератури мовами національних меншин України, Київ, 1997)
- Оповідання «Кохання деінде» (Мала українська енциклопедія актуальної літератури «Плерома», 1998)
- Збірка поезій «Поезії та інтерпретації», перша частина «Поезії та інтерпретації» та друга частина «Вірші 1988 — 1993 рр.», видавництво «Зерна» у співпраці з «Українським видавництвом», Париж-Львів-Цвікау, 1998, ISBN 3-924022-43-7
- Поезії й оповідання (Антологія поезії та малої прози укр. письменників Словаччини «Під синіми Бескидами», Ужгород, 2006, ISBN 966-347-027-5)
- Фантастичне оповідання «Боротьба телепатів» (журнал «Екзиль» № 6, Ужгород, 2007 та словацькою — газета «SLOVO» č.3, Bratislava, 2008)
- Поезії «Praha» i «Premantura» (словацькою — антологія ARS POETICA, Bratislava, 2010)
- Оповідання «Катя» (українською — журнал «Дукля» Но.4, Пряшів, 2010 та словацькою — журнал «Vlna» č.43, Bratislava, 2010)
- Поезія «Znie to ako európske turné hudobnej hviezdy…» (словацькою — літературний журнал «Romboid» č.6, Bratislava, 2011)

## Публіцистика
- Неправдиві інформації про канадців українського походження у документах чехословацької держбезпеки (словацькою — газета «Slovo» č.27, 2008)
- Історія передачі рукопису «Інтернаціоналізм чи русифікація» з України на Захід (збірник «Український визвольний рух» № 14, Центр досліджень визвольного руху, Львів, 2010)
- Празькі нотатки: Закріплення зрілості (журнал «Пороги» № 1, Прага, 2011)
- Празькі нотатки: артист Ален Делон (Журнал «Пороги» № 2, Прага, 2011)
- Колишня Чехословаччина: Країна гарних жінок та неприваблих авто (журнал «Пороги» № 3, Прага, 2011)
- Коли живе мова, жеве весь народ — Передача української дисидентскої літератури українцями Словаччини, співавтор (журнал словацького Інституту національної пам'яті — Пам'ять народа № 1, Братислава, 2013)

## Переклади
- Юрій Андрухович, поезії (журнал «Vlna» č. 28, Bratislava, 2006)
- Богдана Матіяш, поезії (антологія ARS POETICA, Bratislava, 2007)
- Олександр Ірванець, поезії (антологія ARS POETICA, Bratislava, 2010)